# هارولد إل. تورنر
هارولد إل. تورنر (بالإنجليزية: Harold L. Turner)‏ هو عسكري أمريكي، ولد في 5 مايو 1898 في أورورا في الولايات المتحدة، وتوفي في 12 مارس 1938.